# Newonce.radio
newonce.radio – internetowa stacja radiowa powiązana z portalem newonce.net, część grupy mediowej newonce.media.  

## Historia
Stacja oficjalnie została otwarta w marcu 2018 roku. Radia można było słuchać za pomocą aplikacji radiowej, aplikacji agregujących rozgłośnie radiowe, w odbiornikach radia internetowego i na stronie internetowej rozgłośni. Na antenie radia nadawano przede wszystkim hip-hop z jego odmianami, ale również szeroko rozumianą muzykę elektroniczną i rockową. W listopadzie 2018 roku radio miało ponad 45 tys. stałych słuchaczy. Stacja nie emitowała reklam, jednakże regularnie pojawiały się informacje o sponsorowaniu audycji przez różne firmy. 
Dyrektorem kreatywnym newonce.radio był Piotr Kędzierski, który odszedł ze stacji w lutym 2022 roku. Do grudnia 2021 dyrektorem programowym był Bartłomiej Czarkowski, który następnie zrezygnował z tej funkcji. Od lipca 2022 dyrektorem zarządzającym jest Marta Malinowska (wcześniej dziennikarka Radia 357 oraz Trójki). W ciągu tygodnia newonce.radio prezentowało kilkadziesiąt audycji autorskich prowadzonych m.in. przez Piotra Szulca (Steez83), Żabsona, Rasa, Jana-Rapowanie, duet Filip Kapica i Mateusz Święcicki oraz zespół KAMP!. Audycje nadawane były w tygodniu od 7:00 do północy lub 2:00, a w weekendy emitowane były ich powtórki. Ramówka dzienna zaczynała się audycją „Bolesne Poranki” prowadzoną przez Krzy Krzysztofa, Maję Strzelczyk, Vanessę Aleksander, Mikołaja Tyszkiewicza, Ann Q1, Macieja Maja i Suwaka. Częstymi gośćmi na antenie radia były osoby związane z kulturą oraz raperzy. 
W wiosennej ramówce na 2019 rok, wśród prowadzących pojawili się Kuba Wojewódzki w audycji Rozmowy: Wojewódzki & Kędzierski, Witold Szabłowski w „Włajaż” oraz Mateusz Gessler w „Mateusz Gessler serwuje”. Pierwszy z tych programów Kędzierski i Wojewódzki przenieśli w marcu 2022 roku do Onetu. W lutym 2019 roku stacji słuchało 200 tys. osób. Od marca 2021 roku, w co drugą środę, w radiu można było posłuchać audycji „Tu Czarkowski, tam Okuniewska”, prowadzoną przez Bartka Czarkowskiego i – znaną z podcastów – Joannę Okuniewską.
Audycje stacji dostępne były również w formie podcastów na stronie internetowej radia. Do grudnia 2021 roku były one dostępne bezpłatnie dla wszystkich internautów (również na platformach streamingowych takich jak Spotify i Google Podcast), po czym dostęp do nich został ograniczony do członków newonce.clubu - płatnej platormy streamingowej stacji, dającej również dostęp do dodatkowych aktywności, takich jak materiały video czy spotkania z redakcją stacji. Po sześciu tygodniach od wprowadzenia usługi poinformowano, że ma ona 6 tys. płacących użytkowników.
Radio zostało zlikwidowane w 2024 roku.